# Grays Prairie (Texas)
Grays Prairie es una villa ubicada en el condado de Kaufman en el estado estadounidense de Texas. En el Censo de 2010 tenía una población de 337 habitantes y una densidad poblacional de 100,87 personas por km².

## Geografía
Grays Prairie se encuentra ubicada en las coordenadas 32°28′35″N 96°21′8″O / 32.47639, -96.35222. Según la Oficina del Censo de los Estados Unidos, Grays Prairie tiene una superficie total de 3.34 km², de la cual 3.34 km² corresponden a tierra firme y (0.08%) 0 km² es agua.

## Demografía
Según el censo de 2010, había 337 personas residiendo en Grays Prairie. La densidad de población era de 100,87 hab./km². De los 337 habitantes, Grays Prairie estaba compuesto por el 94.66% blancos, el 0.89% eran afroamericanos, el 0.3% eran amerindios, el 0% eran asiáticos, el 0% eran isleños del Pacífico, el 3.56% eran de otras razas y el 0.59% pertenecían a dos o más razas. Del total de la población el 10.09% eran hispanos o latinos de cualquier raza.